# Rivière de l'Anse à Brillant
Pour les articles homonymes, voir Brillant.
La rivière de l’Anse à Brillant coule entièrement dans le canton de York, dans la ville de Gaspé, dans la municipalité régionale de comté (MRC) La Côte-de-Gaspé, dans la région administrative de la Gaspésie-Îles-de-la-Madeleine, au Québec, au Canada.
La "rivière de l’Anse à Brillant" est un affluent de la rive Sud-Est de la Baie de Gaspé laquelle s'ouvre sur le littoral Ouest du golfe du Saint-Laurent.

## Géographie
La "rivière de l’Anse à Brillant" prend sa source en montagne de ruisseaux forestiers, au Sud-Ouest du centre du village de Douglastown. Cette source est située à :
- 11,2 km de la jonction de la jetée du barrachois de Douglastown avec la rive Sud ;
- 13,4 km au Sud-Est du centre-ville Gaspé ;
- 6,7 km au Sud-Est du pont de la route 132 qui enjambe la rivière Saint-Jean (Gaspé).

À partir de sa source, la partie supérieure de la "rivière de l’Anse à Brillant" coule dans une coulée de montagne en parallèle à la rive Sud du barachois de Douglastown. Son cours se répartit sur 18,1 km selon les segments suivants :
- 5,3 km vers le Nord-Est en dévalant la montagne du 7e rang, jusqu'à la limite de la plaine ;
- 3,0 km vers l'Est, jusqu'à la confluence du ravin Zigzag (venaqnt du Sud-Ouest) ;
- 5,3 km vers l'Est, jusqu'à un ruisseau (venant du Sud) ;
- 4,1 km vers l'Est jusqu'au pont de la route 132 ;
- 0,4 km vers l'Est, jusqu'à sa confluence[1].

La confluence de la "rivière de l’Anse à Brillant" est située dans le secteur de "L'Anse-à-Brillant" et se déverse dans "l'Anse à Brillant" sur la rive Sud-Est de la Baie de Gaspé. Cette confluence est située à :
- 3,6 km au Sud-Est de la confluence de la rivière Seal Cove ;
- 8,3 km au Sud-Est de la jonction de la jetée du barachois de Douglastown avec la rive Sud ;
- 2,8 km au Nord de la limite de la municipalité de Percé.

## Toponymie
Le terme "Brillant" constitue un patronyme de famille d'origine française.
Le toponyme "rivière de l’Anse à Brillant" a été officialisé le 5 décembre 1968 à la Commission de toponymie du Québec.